# Contea di McLean (Dakota del Nord)
La contea di McLean in inglese McLean County è una contea dello Stato del Dakota del Nord, negli Stati Uniti. La popolazione al censimento del 2000 era di 9 311 abitanti. Il capoluogo di contea è Washburn.